# Dodici lo chiamano papà
Dodici lo chiamano papà (Cheaper by the Dozen) è un film del 1950 diretto da Walter Lang in Technicolor e ispirato al romanzo omonimo.

## Trama

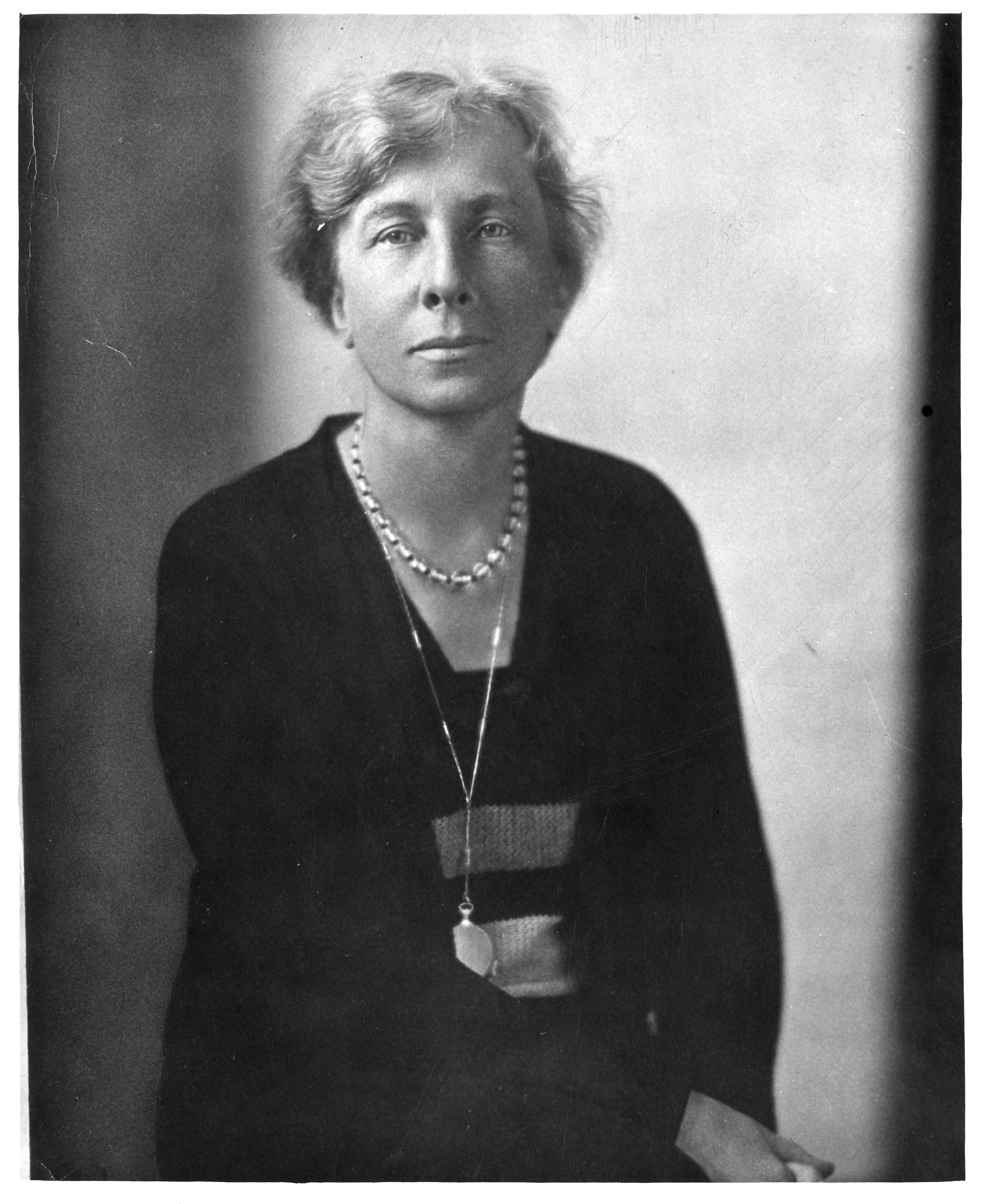
Lillian Moller Gilbreth, interpretata da Myrna Loy

Si raccontano le vicende di una numerosa famiglia, per voce di due dei dodici figli. Una storia vera, scritta in onore di un eccentrico padre, l'ingegnere Frank Gilbreth, pioniere dello studio dei movimenti, e della moglie Lillian Moller Gilbreth, sua collaboratrice.
Lillian Moller Gilbreth non era solo "collaboratrice" di Frank, era ingegnere e a lei si debbono diverse invenzioni tuttora utilizzate, come la pattumiera a pedali.

## Distribuzione
Il film uscì nelle sale cinematografiche statunitensi il 31 marzo 1950.

## Remake
Nel 2003 è stato prodotto un remake, Una scatenata dozzina, diretto da Shawn Levy.